# Тяжёлые крейсера типа «Такао»
Тяжёлые крейсера типа «Такао» (яп. 高雄型重巡洋艦 Такаогата дзю:дзюнъё:кан) — серия из четырёх японских крейсеров 1930-х годов.
Ключевыми отличиями их от более ранних крейсеров типа «Мёко» были огромная носовая надстройка, значительно усиленное бронирование, новые (и оказавшиеся неудачными на практике) установки главного калибра, поворотные торпедные аппараты на верхней палубе и улучшенные условия обитаемости команды. В 1927—1928 годах были выданы заказы на четыре единицы, которые в 1927—1932 были реализованы двумя государственными («Такао» и «Атаго») и двумя частными («Мая» и «Тёкай») верфями. Планировалась постройка ещё 4 кораблей по улучшенному проекту, но она не была осуществлена из-за подписания в 1930 году Первого Лондонского договора.
Крейсера прослужили всё предвоенное время, «Такао» и «Атаго» при этом прошли крупную модернизацию в 1939—1941 годах. Все они приняли активное участие в боевых действиях на Тихоокеанском театре Второй мировой войны. В 1944 году «Мая» был перестроен в крейсер ПВО. Три крейсера типа «Такао» погибли в ходе сражения в заливе Лейте в октябре 1944 года, тяжело повреждённый головной корабль серии был захвачен англичанами в Сингапуре в сентябре 1945 года и потоплен ими как цель годом позже.

## Разработка проекта
Необходимость постройки ещё четырёх 10 000-тонных крейсеров была включена в подготовленный морским генеральным штабом (МГШ) проект новой судостроительной программы, который обсуждался и был одобрен на встрече начальника МГШ Гэнтаро Ямаситы и морского министра Какуити Мураками 5 февраля 1924 года. Сменивший последнего Такэси Такарабэ представил этот документ финансовой комиссии в парламенте 13 сентября, но получил отказ в выделении средств. Кроме того, его положение осложнилось после того, как 18 декабря американский президент Калвин Кулидж отложил постройку 6 из 8 запланированных ранее биллем Конгресса от 28 мая 10 000-тонных крейсеров. После этого Такарабэ изменил свою тактику и стал обосновывать запросы к Министерству финансов необходимостью возмещения 49 планируемых к отправке на слом кораблей 43 новыми. В число предназначенных на слом кораблей вошли 4 устаревших бронепалубных крейсера («Тонэ», «Тикума», «Хирадо», «Яхаги»), и в 1925 году МГШ определил свои требования к проекту заменяющих их тяжёлых:
- Броневая защита в районе силовой установки, выдерживающая попадания шестидюймовых снарядов под прямым углом и восьмидюймовых под острым на дальности 7-20 км;
- Броневая защита погребов, выдерживающая попадания восьмидюймовых снарядов под прямым углом на дистанции 10 км;
- Защита подводной части корпуса, способная выдержать взрыв 1-2 торпед;
- Ударное вооружение из десяти 200-мм орудий с большими углами возвышения и четырёх спаренных 610-мм торпедных аппаратов на верхней палубе (по паре на каждый борт), адекватные средства ПВО;
- Три гидросамолёта на борту;
- Максимальная скорость хода более 33 узлов;
- Дальность плавания в 8000 морских миль 14-узловым ходом;
- Возможность использования как флагманских кораблей флотов (в мирное время) и дивизий (в военное)[5].

Проектирование крейсера началось в начале 1925 года под руководством капитана 1-го ранга Кикуо Фудзимото, сменившего находившегося в Европе Юдзуру Хирагу. Подготовленный к 1926 году проект был известен как «Улучшенный Мёко», имея много общих черт с предшественником и отличаясь от него следующими особенностями:
- Использование установок главного калибра с максимальным углом возвышения в 70°;
- Улучшенное бронирование погребов;
- Применение стали типа D, алюминия и электросварки;
- Замкоподобная надстройка;
- Две катапульты вместо одной;
- Поворотные торпедные аппараты на верхней палубе[6].

Первые три отличия были следствием влияния Хираги, в ходе поездки в Великобританию узнавшего об особенностях конструкции новых крейсеров типа «Каунти» от их главного конструктора Юстаса Д'Эйнкорта. Необходимость установки двух катапульт была обусловлена сообщениями о присутствии их в таком количестве на проектирующихся американских 10 000-тонных кораблях.
Предложенная Такарабэ судостроительная программа, включавшая строительство четырёх 10 000-тонных крейсеров, была рассмотрена финансовой комиссией 9 октября 1926 года. После долгих споров она была принята на 52-й сессии парламента в марте 1927, уже после смерти императора Ёсихито. В рамках бюджетов 1927 и 1928 годов были заказаны по два крейсера.

### Проект «Улучшенный Такао»
13 февраля 1929 года в США был принят новый билль, предусматривающий постройку к 1935 году 23 тяжёлых крейсеров — почти вдвое больше, чем запланированные ранее 12 единиц до 1936 года. Он вынудил изменить свои планы и японцев. 5 марта совместно главой МГШ Кандзи Като и морским министром Кэйсукэ Окадой был утверждён проект судостроительной программы 1930 года, в котором по сравнению с более ранним вариантом от августа 1928 года 6 лёгких 5000-тонных крейсеров заменялись на 5 тяжёлых. После обсуждения в парламенте проект был подписан 14 мая премьер-министром Гиити Танакой, включая теперь 4 единицы этого типа вместо 5.
Два тяжёлых крейсера программы 1930 года планировалось построить в 1930—1934 годах, и ещё два — в 1931—1935 годах, при стоимости в 27,41 млн иен каждый. Согласно выработанным МГШ ТТЗ, эти корабли должны были нести по четыре новых 127-мм зенитных орудия тип 89 и иметь ещё более развитые по сравнению с типом «Такао» защиту погребов и ПТЗ. Однако 22 апреля 1930 года в Лондоне был подписан морской договор, лимитирующий количество японских тяжёлых крейсеров двенадцатью уже принятыми в составе флота и строящимися. В результате проект «Улучшенного Такао» не реализовывался, но послужил прототипом для шести крейсеров класса B типов «Могами» и «Тонэ».

## Конструкция

### Корпус и компоновка
Конструкция корпусов кораблей была очень сходной с использовавшейся на более ранних крейсерах типа «Мёко». Они имели аналогичные обводы, в их силовом наборе также использовалась палубная и бортовая броня. Идентичными или очень близкими были и такие характеристики, как соотношение длины к ширине, форма форштевня, расстояние между шпангоутами, угол килеватости днища и степень кривизны волнообразной верхней палубы. Наиболее широкая секция корпуса, однако, была смещена на 11,44 м ближе к носу по сравнению с «Мёко» и находилась у 174-го шпангоута. Основным конструкционным материалом была высокопрочная сталь типа HT. Толщина листов обшивки в целом повторяла таковую на типе «Мёко», кроме верхней палубы, где она была несколько уменьшена. Соответственно, снижен был и вес продольных и поперечных элементов, составлявший у миделя 18,61 тонны на метр длины.
За тремя двухорудийными башнями главного калибра (ГК) в носовой части находилась массивная замкоподобная надстройка, являвшаяся главной внешней особенностью кораблей серии. По сравнению с надстройкой крейсеров типа «Мёко» она имела аналогичную высоту, но при этом была значительно длиннее, в 1,5 раза больше её по массе (160 тонн против 114) и втрое — по внутреннему объёму. Платой за размеры надстройки стали её высокая парусность, возросший верхний вес и больший силуэт корабля в целом. Десять ярусов надстройки включали в себя следующие помещения и оборудование:
- На первом от уровня верхней палубы ярусе находились пост борьбы за живучесть № 2, фотолаборатория, плотницкая и кузнечная мастерские, различные кладовые и каналы дымоходов;
- На втором ярусе были только каналы дымоходов и складские помещения (в частности, там хранились сигнальные ракеты);
- На третьем ярусе размещались передняя радиорубка, аккумуляторный отсек, каналы дымоходов и вентиляционные головки от первого котельного отделения;
- На четвёртом ярусе находились рулевая рубка, кабинет штурмана и помещение для хранения навигационных приборов, радиотелефонный пост № 1 и вентиляционные каналы. С каждого его борта разместили башенки с 3,5-метровым дальномером и два нижних наблюдательных поста на спонсонах;
- На пятом ярусе размещались рубка связи и управления, пост управления зенитным огнём, радиотелефонный пост № 2, комнаты отдыха адмирала, капитана и офицеров штаба, по бокам — три наблюдательных поста и два 60-см прожектора на спонсонах;
- На шестом ярусе находились компасный мостик (с главным и резервным компасами), узел связи, оперативная рубка, пост борьбы за живучесть № 1, картохранилище, 12-см и 18-см бинокуляры, башенки СУАЗО тип 91 и двух 1,5-метровых навигационных дальномеров тип 14, сигнальная платформа;
- На седьмом ярусе был размещён пост управления торпедным огнём с счётно-решающим прибором тип 89 и 12-см бинокулярами, кладовые и четыре платформы с прожекторами;
- На восьмом ярусе находился пост с визиром слежения за целью тип 13, 12-см бинокулярами и помещениями для расчёта, электрощитовая, складские помещения, а также наблюдательные посты с бортов с 12-см бинокулярами;
- Девятый ярус представлял собой пост управления огнём главного калибра, включавший средства связи, помещения для командира артиллерийской БЧ и других офицеров, наблюдательные позиции с бинокулярами по бортам;
- На десятом ярусе находились башенки с главным визиром центральной наводки тип 14, 4,5-метровым дальномером тип 14 и поисковыми телескопами. Последние предназначались для поиска дымов кораблей на очень большой дальности, а также самолётов, имели углы склонения −5/+75°, могли поворачиваться в пределах 320°[11].

Далее шли четырёхногая фок-мачта и зенитная палуба. На последней размещались две дымовые трубы (носовая — сдвоенная), воздухозаборники вентиляторов машинных и котельных отделений, вторая мастерская и 120-мм зенитные орудия. За ними находились трёхногая грот-мачта с грузовой стрелой, две катапульты и ангар гидросамолётов, на крыше которого размещались резервные пост с визиром центральной наводки и радиорубка. Ещё дальше в сторону кормы шли две двухорудийные башни ГК. Спасательные средства были представлены одним 8-м и одним 9-м сампанами, двумя 9-м гребными, двумя 11-м и тремя 12-м моторными катерами.
При проектировании типа «Такао» ещё не было известно про большую строительную перегрузку предшествующих крейсеров. Соответственно, дополнительные меры по облегчению кораблей были направлены только на компенсацию большего верхнего веса. Они сводились к применению электросварки в некоторых соединениях между палубами и переборками, а также использованию алюминия в корабельной арматуре.
Распределение веса элементов выглядело следующим образом:
|                             | Масса, т | В процентах |
| --------------------------- | -------- | ----------- |
| Корпус                      | 4086,7   | 29,1 %      |
| Броневая защита             | 2368,2   | 16,8 %      |
| Оборудование и снаряжение   | 1015,0   | 7,2 %       |
| Вооружение                  | 1728,7   | 12,3 %      |
| Силовая установка           | 2670,6   | 19,0 %      |
| Топливо и смазочное масло   | 1810,9   | 12,9 %      |
| Запасы пресной воды         | 104,7    | 0,7 %       |
| Остальное                   | 281,9    | 2,0 %       |
| Водоизмещение с 2/3 запасов | 14 066,7 | 100 %       |

Водоизмещение с 2/3 запасов на испытаниях примерно на 10 % превысило проектную величину в 12 986 тонн, достигнув на «Атаго» 14 260 тонн. Как и на предыдущих крейсерах, перегрузка была вызвана бо́льшим, по сравнению с планировавшимся, весом элементов корпуса и оборудования.
Остойчивость кораблей из-за большего верхнего веса оказалась хуже, чем у типа «Мёко». Метацентрическая высота на испытаниях крейсера «Такао» на стабильность 26 июня 1932 года составила 1,35 м при полной нагрузке (15 186 т), 1,2 м при загрузке в 2/3 от полной (14 109 т) и 0,38 м в облегчённом виде (11 406 т). Слишком малая её величина в последнем случае вынудила использовать балласт из 250 тонн забортной воды (после инцидента с «Томодзуру» — 450 тонн).

### Броневая защита
Главный броневой пояс из плит NVNC при длине 82,40 м, ширине 3,50 м и толщине 102 мм защищал котельные и машинные отделения. В оконечностях он продолжался поясами из сужающихся книзу плит NVNC (толщина надводной части — 127 мм, подводная сужалась с 76 мм у верхнего края до 38 мм у нижнего) шириной 4,2 м, длиной 20,95 м (в носу) и 16,45 м (в корме), прикрывающие погреба боезапаса. Кроме того, они играли роль конструктивной защиты подводной части корпуса от попаданий ныряющих снарядов там, где не было противоторпедной переборки. Данная схема применялась и на последующих проектах («Могами», «Тонэ», «Ямато») для прикрытия энергетической установки. Для обеспечения большей ширины пояса в районе погребов пришлось пожертвовать его длиной, и он был на 3,35 м короче, чем на предшествующем типе.
Как и на «Мёко», бортовые броневые плиты крепились непосредственно к шпангоутам с наклоном в 12° и являлись частью силового набора корпуса. Из-за большой перегрузки они выступали из воды на 1,30 м в случае водоизмещения с 2/3 запасов и 0,85 м — в случае полного.
К верхнему краю центрального пояса стыковалась средняя палуба, составленная над энергетической установкой из плит NVNC толщиной 35 мм (на расстоянии 1,52 м от бортов — 32 мм) и игравшая роль горизонтальной защиты силовой установки. Над погребами нижняя палуба собиралась из 47-мм плит. Эта броня тоже входила в силовой набор корпуса, крепясь непосредственно к бимсам. Наконец, центральная часть верхней палубы была усилена двумя слоями плит из стали HT: толщиной 12,5—25 мм и 16 мм.
Четыре поперечные переборки из плит NVNC (доходившие до уровня нижней палубы) крепились к поясу и играли роль траверзов, защищавших погреба боезапаса. Первая из них, огибавшая первую башню ГК, имела толщину от 63 (края) до 89 (центр) мм, вторая (перед первым котельным отделением) — 38 мм. Третья также огибала четвёртую башню и собиралась из 32-мм и 51-мм плит, последняя — из 76-мм.
Барбеты башен ГК защищались на 1,52 м выше уровня нижней палубы и на 0,31 ниже 63—127 мм (№ 1 и № 2) и 63—102 мм (№ 5) NVNC, увенчивались они 25-мм опорным броневым кольцом. Бронирование возвышенных установок № 2 и № 4 было несколько иным. В промежутке между нижней и средними палубами толщина их броневых цилиндров составляла 76—127 мм (№ 2, нижняя часть) и 38 мм (№ 4 и верхняя часть № 2), между средней и верхней палубами — 25 мм, выше верхней палубы — от 38 до 76 мм. Сами башни имели противоосколочное круговое бронирование из плит NVNC толщиной в 25 мм.
Канал второй дымовой трубы прикрывался 70-мм (передняя часть), 76-мм (задняя часть) и 89-мм (внешняя сторона) такой же брони на 1,83 м от уровня средней палубы, дымоходы первой трубы бронирования не имели. Погреба 120-мм орудий, помимо бронированной нижней палубы, имели защиту в виде 102-мм плит по бортам и 51-мм спереди и сзади. Стены и потолок рулевого отделения защищались бронёй толщиной от 25 до 51 мм. Башнеподобная надстройка, в отличие от типа «Мёко», прикрывалась 10-мм листами специальной немагнитной стали, 10-мм листами стали типа D и 10-мм, 12-мм и 16-мм листами стали HT.
Конструктивная подводная защита и деление на отсеки были аналогичны таковым на «Мёко». Защита подводной части корпуса была представлена двойным дном и булями с противоторпедной переборкой. Для снижения объёма затопления котельные и машинные отделения были разделены продольной переборкой по диаметральной плоскости. Максимальная глубина противоторпедного буля составляла 2,5 м. По заданию противоторпедная защита должна была выдерживать попадание торпеды с боевой частью в 200 кг шимозы. В отличие от «Мёко» изогнутая противоторпедная переборка изготовлялась не из стали HT, а из стали типа D толщиной 58 (29+29) мм. За главным поясом, по высоте от противоторпедного буля до нижней палубы шла 25 мм продольная противоосколочная переборка. Как и на «Мёко» в нижней трети она имела толщину 25,4 мм, в средней части 19 мм и 9 мм в верхней трети. В дополнение по всей высоте котельного отделения шла ещё одна ломаная продольная переборка. В нижней части её толщина составляла 6,35 мм с постепенным уменьшением толщину вверху до 3,8 мм. У неё была двойная роль. Она должна была дополнительно удерживать осколки, пробившие бронепояс. А также играть роль фильтрационный переборки при возникновении течи через противоторпедную переборку или главный пояс.

### Энергетическая установка
На крейсерах устанавливались 4 турбозубчатых агрегата мощностью по 32 500 л. с. (23,9 МВт), приводившие в движение 4 трёхлопастных гребных винта (два передних ТЗА — внешние винты, два задних — внутренние). Данная паротурбинная установка была разработана четвёртой секцией Морского технического департамента (Кансэй Хомбу, сокращённо—Кампон) для крейсеров типа «Мёко» и являлась модификацией более ранней, предназначенной для линейных крейсеров типа «Амаги». Четыре ТЗА находились в четырёх машинных отделениях, разделённых продольной и поперечной переборками.
LP-турбина низкого давления;
HP-турбина высокого давления;
CT-турбина крейсерского хода;
AT-турбина заднего хода;
MG-шестерни главной передачи;
CG-передача с турбины крейсерского хода;
S-вал гребного винта.
Каждый агрегат включал в себя четыре активные однопоточные турбины: две низкого давления (по 8125 л. с. при ~2000 об/мин) и две высокого (8125 л. с. при ~3000 об/мин). Через 40-тонный редуктор с геликоидной передачей (одна центральная шестерня и четыре ведущие шестерни от турбин, передаточные числа 6,24 и 9,43) они вращали вал гребного винта с максимальной частотой оборотов всего 320 об/мин. Материал роторов турбин — закалённая сталь, лопаток — нержавеющая сталь B (в отличие от A на типе «Мёко»).
В корпусах турбин низкого давления (ТНД) находились турбины заднего хода общей мощностью 36 000 л. с. (по 4500 л. с. каждая), вращавшие винты в направлении, обратном к вращению винтов при переднем ходе.
Для экономичного хода в составе передних ТЗА имелось по одной крейсерской турбине (мощностью по 3100 л. с. при 5439 об/мин). Через отдельный 2,3-тонный редуктор (одна ведущая шестерня, передаточное число 3,395) каждая из них соединялась с внешней турбиной высокого давления (ТВД) агрегата. Отработанный пар с турбин крейсерского хода (ТКХ) поступал на крейсерские ступени внешних ТВД и ТНД, вместе они выдавали на валу 7050 л. с. (14 100 л. с. суммарно) при 170 об/мин, что обеспечивало 18-узловую скорость хода. Для 14 узлов было достаточно общей мощности в 7500 л. с. при 140 об/мин. Во всех режимах, кроме крейсерских, ТКХ отсоединялись от редуктора и пар поступал напрямую на обе ТВД агрегата. От использовавшихся на типе «Мёко» электродвигателей для прокрутки внутренних валов отказались, вместо них устанавливались специальные индукционные турбины. Они питались мятым паром от ТКХ и предназначались для более быстрого запуска задних ТЗА при переходе от экономичного хода к полному. Из-за ошибок при переподсоединении валов, приводивших к резкому росту скорости их вращения и повторяющимся авариям, на всех четырёх кораблях индукционные турбины были сняты при модернизации в 1938—1939 годах.
С максимальным запасом топлива (2645 тонн мазута) фактическая дальность плавания составляла около 7000 морских миль (против 8000 по проекту) 14-узловым ходом. Для 18-узлового хода в связи с вдвое большей требуемой мощностью ЭУ дальность пропорционально сокращалась примерно до 4000 миль.
Отработанный пар собирался в восьми однопоточных конденсаторах типа «Унифлюкс» (четыре рядом с ТНД и четыре под ними), с охлаждаемой площадью по 762 м². Каждое машинное отделение оснащалось двумя нагнетательными и двумя вытяжными вентиляторами типа «Сирокко», маслоохладителем и тремя масляными насосами системы принудительной смазки.
Па́ром турбозубчатые агрегаты питали двенадцать водотрубных котлов типа «Кампон Ро Го» с нефтяным отоплением, располагавшиеся в девяти котельных отделениях. Рабочее давление насыщенного пара — 20,0 кгс/см² (при температуре 213 °C), перегретый пар не использовался из-за нерешённой в то время проблемы с коррозией, как и на «Мёко». Для отвода продуктов сгорания использовались две дымовые трубы: передняя сдвоенная (от 1-5 котельных отделений) и задняя одиночная (от 6-9 отделений). В отличие от «Мёко», наклоном обладала только первая труба, вторая была прямой. Также на верхней палубе находился вспомогательный котёл для обеспечения паром (рабочее давление — 14,0 кгс/см²) корабельных механизмов на якорной стоянке или в порту. Продукты сгорания от него отводились по тонкому дымоходу, присоединённому к передней части второй дымовой трубы.
Для питания корабельной электросети (напряжение — 225 В) использовались четыре бензиновых электрогенератора на 250 кВт каждый, три из которых расположены на трюмной палубе, один бензиновый и один дизельный на 255 кВт — на нижней. Суммарная мощность составила 1225 кВт против 735 кВт на «Мёко».
Масса силовой установки составила 2660 дл. тонн, что на 70 тонн меньше чем на типе «Мёко». Удельная мощность силовой установки составила 48,8 л. с./т.
| Результаты ходовых испытаний крейсеров | Результаты ходовых испытаний крейсеров | Результаты ходовых испытаний крейсеров | Результаты ходовых испытаний крейсеров | Результаты ходовых испытаний крейсеров | Результаты ходовых испытаний крейсеров |
|                                        | Дата                                   | Место проведения                       | Водоизмещение, тонн                    | Мощность силовой установки, л. с.      | Скорость, узлов                        |
| -------------------------------------- | -------------------------------------- | -------------------------------------- | -------------------------------------- | -------------------------------------- | -------------------------------------- |
| «Такао»                                | 15 марта 1932 года                     | Район Татэямы                          | 12 210                                 | 132 748                                | 35,3                                   |
| «Атаго»                                | 13 февраля 1932 года                   | Залив Сукумо                           | 12 214                                 | 135 001                                | 35,2                                   |
| «Мая»                                  | 4 апреля 1932 года                     | Пролив Кии                             | 12 175                                 | 133 352                                | 35,0                                   |
| «Тёкай»                                | 5 апреля 1932 года                     | Район острова Косикидзима              | 12 227                                 | 134 241                                | 35,6                                   |

### Вооружение
Главный калибр крейсеров включал десять 203,2-мм орудий типа 3-го года № 2 в пяти двухорудийных башнях. Эта артсистема являлась модернизацией более ранней типа 3-го года № 1, на вооружение ВМФ Японии она была принята 6 апреля 1931. Орудие имело длину ствола в 50 калибров и максимальную скорострельность 4 выстрела в минуту. Оно оснащалось поршневым затвором, ствол скреплялся полупроволочным способом, общая его масса составляла 19,0 тонн.
Три башни размещались «пирамидой» в носу и две — по линейно-возвышенной схеме в корме. Применяемая установка типа E была разработана в середине двадцатых годов под руководством Тиёкити Хаты. Она базировалась на более ранней типа B, устанавливавшейся на авианосцы «Акаги» и «Кага» (в свою очередь, созданной под влиянием британской с крейсеров типа «Каунти»), и могла вести огонь как по надводным/береговым, так и воздушным целям благодаря максимальному углу возвышения в 70°. При массе в 171 тонн и диаметре погона 5,03 м она имела круговое бронирование из плит NVNC толщиной в 25 мм. Поверх него крепились тонкие стальные листы, игравшие роль солнцезащитных экранов. Каждая установка имела два гидронасоса (рабочая жидкость — рапсовое масло, давление в системе — 35,0 кгс/см²), работающие от двух электродвигателей мощностью по 100 л. с. Они приводили в действие гидравлические приводы, обеспечивавшие поворот башни (через червячную передачу, до 4° в секунду), подъём и опускание орудий, а также работу досылателей и подъёмников. Обычно использовалась связка из одного гидронасоса и одного электродвигателя, вторая простаивала. Боеприпасы (125,85-кг снаряды и 33,8-кг заряды в картузах) подавались вручную из погребов до перегрузочного отделения, а оттуда двумя толкающими (снаряды) и ковшовыми (заряды) подъёмниками в центральных каналах башен поднимались до орудий. На момент вступления в строй использовались снаряды образца 1931 года (тип 91) — бронебойный с баллистическим колпачком, «общего назначения» (фугасный) и два типа практических, штатный их боекомплект составлял 1200 единиц (120 на ствол). Максимальная дальность стрельбы при угле возвышения в 45° достигала 29,4 км, досягаемость по высоте — 10 км.
Установки типа E при эксплуатации сразу же вызвали множество проблем. Во-первых, из-за фиксированного угла заряжания в 5° реальная скорострельность не превышала 4 выстрелов в минуту, против ожидаемых 5. Во-вторых, хотя они и проектировались как универсальные, для зенитного огня оказались совершенно непригодными из-за малой скорострельности и скорости наводки. В-третьих, на стрельбах в 1933 году выявилось значительно большее рассеяние снарядов по сравнению с предшественниками — до 483 м на дальности в 19 300 м. Наконец, расчёты орудий были недовольны сильным шумом от насосов гидравлической системы. Заложенный последним крейсер «Мая» был укомплектован установками типа E1, с уменьшенным до 55° максимальным углом возвышения и возросшей до 175 тонн массой, лишёнными части перечисленных недостатков.
Система управления огнём главного калибра на всех четырёх кораблях включала в себя два визира центральной наводки (ВЦН) тип 14 — на вершине носовой надстройки (главный) и над ангаром гидросамолётов (резервный), визир слежения за целью тип 13 (на восьмом ярусе надстройки), три 6-метровых (на крышах башен ГК № 1, 2 и 4), два 3,5-метровых и два 1,5-метровых дальномера тип 14, и четыре 110-см поисковых прожектора.
Для борьбы с самолётами на зенитной палубе по сторонам от дымовых труб были установлены четыре 120-мм орудия тип 10 в одиночных щитовых установках с электрогидравлическим приводом типа B2. Меньшее их число относительно типа «Мёко» объяснялось тем, что новые орудийные башни ГК предположительно были способны вести зенитный огонь. С максимальным углом возвышения в 75° досягаемость 120-мм орудий по высоте достигала 8450 метров. На момент вступления в строй использовались пять различных снарядов: фугасный, осветительный с парашютом, пристрелочный и два типа учебных, штатный боекомплект — 1200 единиц (по 300 на ствол). Для управления огнём 120-мм орудий использовались СУАЗО тип 91 (на шестом ярусе надстройки, с конца 1933 года) и 3,5-метровый дальномер тип 14 (на четвёртом).
Малокалиберное зенитное вооружение было представлено двумя одиночными 40-мм автоматами типа «Би» («Виккерс» Mk II) на площадках у задней дымовой трубы и двумя 7,7-мм пулемётами типа «Би» — на площадках у передней.
Торпедное вооружение состояло из четырёх спаренных поворотных 610-мм торпедных аппаратов тип 89. При массе в 14,5 тонн, длине 8,5 м и ширине 3,4 м они имели ручное наведение, поворот на максимальные 105 ° занимал 22,3 секунды. Запуск торпед из них в целях скрытности производился сжатым воздухом, но при необходимости могли использоваться и пороховые заряды. Торпедные аппараты располагались на спонсоноподобных выступах верхней палубы в центральной части корабля, для уменьшения повреждений корпуса в случае возможного взрыва торпед. Кроме того, боеголовки последних теперь прикрывались защитными корпусами из стали типа D. Для компенсации меньшего числа торпедных аппаратов относительно типа «Мёко» присутствовала система их быстрой перезарядки, включавшая в себя рельсы, блоки и электрогидравлические механизмы заряжания мощностью по 15 л. с. Используемые парогазовые торпеды тип 90 (боекомплект — 24 единицы) при стартовой массе в 2,540 тонны несли 390 кг тринитроанизола и могли пройти 15 000 м на 35 узлах, 10 000 на 42 и 7000 на 46. Система управления торпедной стрельбой включала в себя два счётно-решающих прибора тип 89 на седьмом ярусе надстройки.
Крейсера также несли две пороховые катапульты тип № 2 модель 3, расположенные побортно между грот-мачтой и четвёртой башней ГК. Они представляли собой принятый на вооружение в 1932 году усовершенствованный вариант катапульты тип № 1 модель 1, позволяющий разгонять самолёты весом до 3000 кг до стартовой скорости, возросшей до 28 м/с. Авиагруппа по проекту состояла из двух двухместных разведывательных гидросамолётов (размещались крылом к крылу в ангаре) и одного трёхместного. Но фактически из-за отсутствия последних на крейсерах в первые годы службы базировались только два двухместных тип 90 № 2, на «Такао» в качестве временной меры—дополнительно устаревший трёхместный тип 14 № 3.

### Экипаж и условия обитаемости
По проекту экипаж крейсеров состоял из 727 человек: 48 офицеров и 679 унтер-офицеров и матросов, фактически до реконструкции его состав варьировался в пределах 743—761.
Кубрики рядового состава находились на нижней палубе в корме, а также на средней палубе от кормы до района дымоходов первого и второго котельного отделений. Офицерские каюты были сосредоточены в носовой части на нижней и средней палубах, там же находилась кают-кампания. Благодаря меньшему размеру экипажа и переносу торпедных аппаратов на верхнюю палубу жилые помещения были существенно просторнее, чем на типе «Мёко». Кроме того, на кораблях устанавливались 66 центробежных вентиляторов (общая мощность их электродвигателей—130 л. с.), а зона кондиционирования воздуха стала включать не только погреба боезапаса, но и посты управления огнём.
На кораблях имелись кладовые для риса и пшеницы (в оконечностях) и морозильная камера для рыбы и мяса (объёмом 67 м³, в корме). На средней палубе размещались лазареты с карантинными комнатами, а также раздельные (для офицеров, унтер-офицеров и матросов) камбузы и бани.
Все четыре крейсера были предназначены для использования в качестве флагманов флотов и изначально имели помещения для размещения штаба, бо́льшие по размерам оперативные рубки и дополнительные средства связи. Необходимость в этом была обусловлена начавшейся в ходе проектирования типа «Такао» первой модернизацией линейных крейсеров типа «Конго», в результате которой их скорость заметно снизилась и стала недостаточной для ведения разведки.

## Строительство
Заказы на первые два корабля стоимостью по 28,37 млн иен были выданы государственным верфям в Йокосуке и Курэ в начале 1927 года. 23 июня крейсерам № 9 и № 10 были присвоены названия «Такао» и «Атаго» в честь двух гор в префектуре Киото, известных расположенными на них храмами: буддистским Дзинго-дзи и синтоистским Атаго соответственно. Оба имени использовались в ЯИФ не впервые: за несколько лет до этого так именовались заложенные, но разобранные на стапелях по условиям Вашингтонского договора линейные крейсера, ещё раньше — построенные в 1889 году безбронный крейсер и канонерская лодка. Название «Такао» также носили служивший в ЯИФ в 1874—1880 годах транспорт («Такао-Мару») и паровой куттер флота Сёгуната, погибший во время войны Босин.
Закладка обоих кораблей состоялась в один и тот же день 28 апреля 1927 года. «Такао» заложили на стапеле № 2 арсенала флота в Йокосуке (всего за 12 дней до этого с него сошёл на воду головной представитель предыдущей серии «Мёко»), а «Атаго» — в доке арсенала флота в Курэ (ранее в нём строили «Нагато» и «Акаги», десятилетие спустя там же начнётся строительство «Ямато»).
В начале 1928 года заказы на две следующие единицы были выданы частным верфям «Мицубиси» (Нагасаки) и «Кавасаки» (Кобе). 13 апреля крейсер № 12 получил название «Тёкай» в честь вулкана высотой 2236 м на границе префектур Акита и Ямагата, а 13 сентября крейсер № 11 — «Мая» в честь одной из вершин гор Рокко в префектуре Хёго. Оба имени ранее носили построенные в 1888 году канонерские лодки. «Тёкай» заложили 26 марта в Нагасаки, закладка же «Маи» из-за банкротства верфи в Кобе (её спасло вмешательство руководства флота) состоялась на 8 месяцев позже — 4 декабря.
Торжественный спуск на воду «Такао» состоялся в Йокосуке 12 мая 1930 года, за ним наблюдали лично императрица Кодзюн, принц Титибу (брат императора) и ещё 80 000 человек. Спусковой вес корпуса крейсера составил 7645 тонн, он сошёл со стапеля за 57 секунд, развив на воде скорость в 11,93 узла. В октябре-декабре того же года на «Такао» в опытных целях был сооружён полноразмерный деревянный макет надстройки, однако дальнейшая готовность первой пары кораблей зависела от решения по её конструкции. Первым из четырёх крейсеров в строй вошёл «Атаго» 30 марта 1932 года, затем, 31 мая — «Такао», и месяцем позже, 30 июня — «Тёкай» и «Мая». Более высокая скорость постройки второй пары кораблей объясняется лучшим её финансированием.
| Название         | Место постройки            | Заложен        | Спущен на воду | Введён в эксплуатацию | Судьба |
| ---------------- | -------------------------- | -------------- | -------------- | --------------------- | --- |
| Такао (яп. 高雄) | Арсенал флота, Йокосука    | 28 апреля 1927 | 12 мая 1930    | 31 мая 1932           | Потоплен в качестве цели в Малаккском проливе 27 октября 1946 года                                                |
| Атаго (яп. 愛宕) | Арсенал флота, Курэ        | 28 апреля 1927 | 16 июня 1930   | 30 марта 1932         | Торпедирован американской подводной лодкой «Дартер» у острова Палаван 23 октября 1944 года                        |
| Мая (яп. 摩耶)   | Верфь «Кавасаки», Кобэ     | 4 декабря 1928 | 8 ноября 1930  | 30 июня 1932          | Торпедирован американской подводной лодкой «Дэйс» у острова Палаван 23 октября 1944 года                          |
| Тёкай (яп. 鳥海) | Верфь «Мицубиси», Нагасаки | 26 марта 1928  | 5 апреля 1931  | 30 июня 1932          | Тяжело повреждён американской авиацией и добит торпедами эсминца «Фудзинами» у острова Самар 25 октября 1944 года |

## История службы
После вступления в строй все 4 крейсера 1 декабря 1932 года вошли в состав 4-й дивизии крейсеров, заменив выведенные в резерв корабли типа «Мёко». В апреле 1933 года они совместно с «Аобой», «Кинугасой» и «Како» участвовали в учениях, включавших стрельбы ночью и на большую дистанцию с коррекцией огня при помощи гидросамолётов. По их итогам было выявлено большое рассеяние у новых установок ГК, подтверждённое вскоре опытами с дающими цветной всплеск снарядами на «Атаго».
С 29 июня по 5 июля 1933 года 4-я дивизия вместе с «Аобой», «Кинугасой» и «Како» совершили поход к Тайваню. В июле-августе она ходила в южные моря, а 25 августа приняла участие в морском параде в Иокогаме. С сентября и до конца года все четыре крейсера последовательно прошли докование с модернизацией в Йокосуке.
В феврале-апреле 1934 года 4-я дивизия участвовала в учениях со стрельбами у берегов острова Кюсю. Во второй половине сентября она вместе с 6-й дивизией («Аоба», «Кинугаса», «Фурутака») посетила Рёдзюн и Циндао. С 22 октября по 30 декабря («Тёкай» также в период с 29 января по 20 февраля 1935 года) корабли находились на ремонте в Йокосуке.
С 29 марта по 4 апреля 4-я дивизия вместе с 6-й совершила короткий поход к побережью Центрального Китая. В августе-сентябре она участвовала в ежегодных маневрах флота у побережья острова Хонсю. 15 ноября все 4 крейсера были выведены в резерв и переданы охранному району Йокосуки. Также на короткий период с 16 декабря по 10 марта 1936 года «Атаго» находился в составе 5-й дивизии («Мёко», «Нати», «Хагуро»), заменяя находившуюся в ремонте «Асигару».
После завершения расследования инцидента с Четвёртым флотом на кораблях в Йокосуке были проведены работы по увеличению продольной прочности их корпусов: на «Тёкае» с 13 мая по 31 июля 1936 года, на «Такао» — с 13 июня по 20 сентября, на «Атаго» — с 14 июня по 31 июля, на «Мае» — с 9 июля по 20 сентября. 29 октября все 4 крейсера участвовали в смотре флота в Кобе, перед этим, 26-28 октября, на борту «Атаго» при переходе из Кобе в Этадзиму с заходом в Курэ и обратно присутствовал сам император Хирохито. С 31 октября по 31 июля 1937 года «Тёкай» прошёл модернизацию в Йокосуке. 1 декабря 1936 «Такао» и «Мая» вошли в состав 4-й дивизии Второго флота, а «Атаго» остался в резерве.
«Такао» и «Мая» 27 марта — 6 апреля 1937 года совершили поход в район Циндао. С 26 мая по 20 июня «Такао» прошёл очередной ремонт в Йокосуке. 7 августа в состав 4-й дивизии вошёл «Тёкай», и все три корабля совершили поход в район Рёдзюна, вернувшись в Японию к концу месяца. С сентября по ноябрь «Тёкай» действовал у побережья Северного Китая. 1 декабря «Такао» был выведен в резерв для прохождения крупной модернизации в Йокосуке, продлившейся с мая 1938 по 31 августа 1939 года, на «Атаго» же она заняла период с апреля 1938 по 20 октября 1939 года.
«Мая» и «Тёкай» в апреле 1938 года ходили к берегам Южного Китая, в сентябре и первой половине октября совместно с 4 единицами типа «Могами» проводили учебные стрельбы западнее острова Кюсю. Во второй половине октября они снова посетили южнокитайское побережье. В марте 1939 года 4-я дивизия совершила поход к берегам Северного Китая, а 4 апреля провела стрельбы по радиоуправляемому кораблю-цели «Сэтцу», продемонстрировав несколько лучшее рассеяние снарядов — 330 м на дальности в 18,3 км. 10 ноября «Тёкай» вошёл в состав Пятого флота, а пятью днями позже стал флагманом 15-й дивизии и одновременно—Второго Китайского экспедиционного флота. «Мая» 15 ноября был передан базе в Йокосуке как учебный артиллерийский корабль. Их место в 4-й дивизии заняли вышедшие из модернизации «Такао» и «Атаго».
В конце марта — начале апреля 1940 года 4-я дивизия совершила поход к побережью Южного Китая. 1 мая в её состав вернулся «Мая», а 15 ноября — и «Тёкай». В феврале 1941 года все четыре крейсера снова ходили к берегам Южного Китая, в марте участвовали в учениях у острова Кюсю, а в апреле прошли докование. Осенью в рамках военных приготовлений корабли снова побывали в доках.
После вступления Японии во Вторую мировую войну в декабре 1941 года все четыре крейсера участвовали в захвате Малайи, причём «Атаго» являлся флагманом адмирала Кондо, а «Тёкай» — адмирала Одзавы. 9 декабря «Такао», «Атаго» и «Тёкай» вместе с другими кораблями безуспешно выдвигались на перехват британского соединения «Z» (линкоры «Принс оф Уэлс» и «Рипалс», четыре эсминца), разгромленного на следующий день авиацией берегового базирования.
«Тёкай», в январе — феврале 1942 года поддерживавший высадки на Борнео и Суматру, 22 февраля получил повреждения при контакте с рифом. Ремонт его в Сингапуре занял период с 27 февраля по 9 марта. Три других крейсера в конце февраля — начале марта приняли участие в захвате Явы. 2 марта они совместно с «Араси» и «Новаки» потопили два старых эсминца союзников: британский «Стронгхолд» и американский «Пилсбери». «Тёкай» в первой декаде апреля принял участие в рейде в Индийский океан, и 6 апреля у побережья Индии расстрелял три парохода: американские «Селма Сити» и «Биенвиль» и британский «Гэнджис». В марте — апреле 1942 на «Такао» и «Атаго» в Йокосуке прошли работы по замене зенитных орудий.
2 мая «Такао» принял на борт 472 членов экипажа гидроавианосца «Мидзухо», торпедированного американской подводной лодкой «Драм». Месяцем позже вместе с «Маей» в составе соединения адмирала Какута он принял участие в ударе по Датч-Харбору. 5 июня зенитным огнём «Такао» был сбит бомбардировщик B-17E. «Тёкай» и «Атаго» входили в состав сил, которые должны были обеспечивать высадку на Мидуэй, и после отмены операции «MI» вернулись на базы.
«Тёкай» 14 июля стал флагманским кораблём новосформированного Восьмого флота (командующий — адмирал Микава) и 30 июля прибыл в Рабаул. В ходе сражения у острова Саво в ночь на 9 августа он выпустил 308 203-мм снарядов и 8 торпед тип 93, совместно с кораблями 6-й дивизии («Аоба», «Кинугаса», «Фурутака», «Како») потопив четыре американских и австралийских тяжёлых крейсера. В ходе боя он получил три попадания 203-мм снарядов (в том числе одно сквозное в первую башню), потеряв 34 человека убитыми и 48 ранеными, исправление повреждений в Рабауле заняло семь дней.
В ходе морского сражения у Гуадалканала в ночь на 14 ноября «Такао» и «Мая» совместно с «Кинугасой» выпустили по аэродрому Хендерсон-Филд 381 и 485 203-мм снарядов соответственно. Утром 14 ноября они были атакованы американской авиацией, в ходе чего «Мая» получил серьёзные повреждения в результате тарана «Донтлессом» и последующей детонации 120-мм снарядов (37 убитых), на «Тёкае» было затоплено несколько отсеков после близкого разрыва 1000-фунтовой (434 кг) авиабомбы. «Такао» и «Атаго» участвовали в дуэли «Кирисимы» и «Саут Дакоты», добившись не менее 16 попаданий 203-мм бронебойными снарядами в последний (только поверхностные повреждения) и не понеся заметного урона сами.
С 31 января по 9 февраля 1943 года «Такао» и «Атаго» вместе с «Мёко» и «Хагуро» обеспечивали прикрытие эвакуации японских войск с Гуадалканала.
«Мая» после исправления повреждений в Йокосуке 30 января 1943 года был передан Северному соединению. 27 марта в его составе корабль принял участие в бою у Командорских островов, выпустив 904 203-мм снаряда и 16 торпед, повредив совместно с «Нати» крейсер «Солт-Лейк-Сити» и эсминец «Бейли» и не получив никаких повреждений сам.
В июле — начале сентября все четыре крейсера прошли в Йокосуке первую военную модернизацию. В августе все они соединились на Труке. 5 ноября три из них, оказавшиеся в Рабауле, подверглись налётам американской авиации, получив различные повреждения. «Атаго» пострадал от трёх близких разрывов бомб, в результате чего был затоплен ряд отсеков, убито 22 человека (включая и командира — капитана 1-го ранга Накаоку) и ранено 64. «Такао» получил попадание одной 500-фунтовой бомбы, пробившей верхнюю палубу и повредившей башни ГК № 1 и 2, погибло 23 члена экипажа. «Мая» был поврежден попаданием бомбы в лётную палубу и последующим пожаром, погибло 70 человек и 60 было ранено. «Атаго», «Такао» и «Тёкай» до января 1944 прошли ремонт, совмещённый со второй военной модернизацией, «Маю» было решено не восстанавливать в исходном виде и перестроить в крейсер ПВО.
Все четыре единицы участвовали в сражении у Марианских островов 20 июня 1944, «Мая» при этом получил лёгкие повреждения от близких разрывов. Летом они прошли третью военную модернизацию.
Все четыре крейсера приняли участие в сражении в заливе Лейте в октябре 1944 года. Утром 23 октября Первое набеговое соединение было атаковано американскими подводными лодками, и первой их жертвой стал флагманский «Атаго»: он получил с «Дартер» четыре торпеды Mk 14 в правый борт и, несмотря на борьбу за живучесть, спустя двадцать минут перевернулся. Погибло около 360 человек, примерно 700 спасли эсминцы, включая и адмирала Куриту со штабом. «Такао» получил две торпеды с той же подводной лодки, нанёсших ему серьёзные повреждения (крен в 10° из-за затопления трёх котельных отделений, погнуты перо руля и оба винта правого борта, вышли из строя два ТЗА, 33 убитых), и под конвоем эсминцев был отправлен на ремонт в Бруней. Наконец, крейсер «Мая» был поражён в правый борт четырьмя торпедами с «Дейс» и в результате последующего взрыва носовых погребов затонул в течение 8 минут. Погибло 336 человек (включая командира капитана 1-го ранга Оэ), 769 было спасено другими кораблями (из них только 635 пережили последующий бой в море Сибуян и потопление «Мусаси»). Не получивший никаких повреждений «Тёкай» продолжил путь с соединением Куриты. Утром 25 октября в ходе боя у острова Самар он предположительно принял активное участие в потоплении эскортного авианосца «Гэмбир Бэй» и эсминцев «Хоэл» и «Джонсон», затем после налёта «Эвенджеров» эскадрильи VC-5 с «Киткун Бэй» в результате попаданий 500-фунтовых авиабомб и последующего пожара потерял ход. Эсминец «Фудзинами» снял с крейсера экипаж и вечером добил его торпедами. Поскольку «Фудзинами» на рассвете 27 октября был потоплен авиагруппой «Эссекса» со всеми находившимися на борту, то с «Тёкая» не спасся никто.
Переживший Лейте «Такао» 12 ноября прибыл в Сингапур, где 15 ноября был передан в состав 5-й дивизии («Хагуро» и «Мёко»). Как и «Мёко», он не ремонтировался и использовался как плавучая зенитная батарея. 20 января 1945 года оба корабля перешли в состав Первого южного экспедиционного флота. 31 июля «Такао» был атакован проникшей в базу британской сверхмалой подводной лодкой XE-3, экипаж которой заложил на дно под крейсером два 4400-фунтовых (2-тонных) заряда и установил на корпус 35-кг магнитные мины. Сработали только последние, в результате чего корабль получил пробоину в днище размером 7 на 3 метра, ряд отсеков под нижней палубой были затоплены (в том числе погреба первой и второй башен ГК, 127-мм орудий и 25-мм автоматов). 21 сентября «Такао» захватили британцы, а 27 октября 1946 года он был потоплен в Малаккском проливе в качестве цели огнём крейсера «Ньюфаундленд».

## Модернизации
При прохождении ремонта осенью-зимой 1933 года были проведены работы по усовершенствованию приборов управления огнём главного калибра и беспроводной связи, также был установлена СУАЗО тип 91. При следующем ремонте в конце 1934 года был заменён на улучшенный рулевой привод.
С мая по сентябрь 1936 года на кораблях были проведены работы по усилению продольной прочности и корпусов, заключающиеся в приклёпывании листов стали типа D шириной 1,3 м и толщиной 16 мм по обеим сторонам от киля, и листов того же материала шириной 1,2 м и толщиной 19 мм—к верхней палубе. На «Такао» и «Мае» грузовую стрелу заменили на имевшую усиленную конструкцию.
На «Такао» с 26 мая по 20 июня 1937 года укоротили верхнюю часть фок-мачты, на её площадке разместили радиопеленгатор с антенной. Также были установлены более мощные прожектора тип 92, а защитные экраны на их башенках сняты.
«Тёкай» с 31 октября 1936 по 31 июля 1937 года и «Мая» с 8 декабря 1937 по 14 января 1938 года прошли модернизацию, включающую в себя:
- Удаление вспомогательного котла и его дымохода;
- Удаление индукционных турбин, для крейсерского хода теперь использовались все 4 винта;
- Замену двух 40-мм зенитных автоматов двумя счетверёнными 13,2-мм пулемётами тип 93;
- Аналогичную «Такао» переделку фок-мачты с установкой радиопеленгатора. Также «Тёкай» получил усиленную грузовую стрелу и прожектора тип 92, со снятием экранов с их башенок[74].

Проработка проекта крупной модернизации типа «Такао» началась в 1937 году. Работы по ней проходили на «Такао» с мая 1938 по 31 августа 1939 года в Йокосуке и на «Атаго» с апреля 1938 по 20 октября 1939 года в Майдзуру и Йокосуке. Она включала в себя следующие изменения:
- Два счетверённых пулемёта тип 93 заменялись на два спаренных на мостике и на четыре спаренных 25-мм автомата по бокам дымовых труб[75];
- Торпедные аппараты тип 89 заменялись на четыре счетверённых тип 92 модель 1 первой модификации с системой быстрой перезарядки. Боекомплект с 1940 года — 24 торпеды тип 93[76];
- Четырёхногая фок-мачта заменялась треногой, с постом управления торпедным огнём на её вершине[76];
- В рамках модернизации системы управления огнём визиры центральной наводки тип 14 заменялись на новые тип 94: главный на вершине настройки и резервный за второй дымовой трубой. На мостик также ставились счётно-решающий прибор (центральный автомат стрельбы) тип 92 и визир слежения за целью тип 92. Вместе с 25-мм автоматами были добавлены две визирные колонки тип 95, из-за отсутствия новой СУАЗО тип 94 имеющаяся тип 91 была только перемещена вперёд. Система управления торпедным огнём теперь включала два визира тип 91 модель 3, два торпедных автомата стрельбы тип 93, два прибора управления торпедной стрельбой тип 92 на мостике и один — на площадке фок-мачты. 6-метровый дальномер с крыши первой башни ГК был перемещён к первому ВЦН тип 94, 4,5-метровые дальномеры тип 91 перенесли на мостик, 3,5-метровые сняли[77];
- Грот-мачта заменена на более массивную с более мощной грузовой стрелой и перемещена на 25 м в корму, к четвёртой башне ГК[78];
- Катапульты тип № 2 модель 3 заменялись на тип № 2 модель 5, способные запускать гидросамолёты массой до 4000 кг и смещённые на 10 м вперёд от прежней позиции. Ангар удалялся, на образовавшемся пространстве размещалась система рельсов, аналогичная таковой на типе «Мёко» после второй модернизации. Авиагруппа штатно должна была включать один трёхместный гидросамолёт тип 0 и два двухместных тип 0. Однако первые поступили на «Атаго» и «Такао» только в ноябре 1941, вторые — в 1942, до этого базировались один трёхместный тип 94 и два-три двухместных тип 95. Хранилище их боезапаса находилось под бронированной нижней палубой у четвёртой башни и вмещало четыре 250-кг и сорок четыре 60-кг авиабомб[78];
- В самой корме ниже уровня средней палубы разместили четыре жёлоба для сброса глубинных бомб[78];
- Для уменьшения верхнего веса переделана надстройка, число её ярусов уменьшилось до восьми[78];
- Ненадёжные индукционные турбины сняли, валы задних ТЗА теперь приводились в действие их ТВД, получавшими мятый пар от ТКХ передних ТЗА. В котлах были заменены форсунки. Несмотря на уменьшение запаса мазута на 327 тонн из-за использования части топливных цистерн в системе контрзатопления, ожидаемая дальность плавания 14-узловым ходом выросла и составила 8500 морских миль, фактическая 18-узловым — 5090 миль. На ходовых испытаниях после модернизации «Такао» и «Атаго» развили скорость в 34,25 и 34,12 узла при водоизмещении в 14 989 и 14 835 тонн и мощности машин 133 100 и 133 000 л. с. соответственно[79];
- Устанавливалась система быстрого контрзатопления отсеков с центральным постом управления, аналогичная используемой на крейсерах типа «Тонэ»[41];
- Були заменялись на увеличенные и аналогичные по конструкции тем, что устанавливались на тип «Мёко» при второй модернизации[41];
- Экипаж крейсеров в 1939 году составил 835 человек (55 офицеров и 780 матросов), к 1941 он возрос до 900—920 (970 с учётом штаба флота). При модернизации в результате перестройки жилых помещений число кают старших офицеров возросло до 18, улучшились условия обитания и остального командного состава[80].

Осенью 1940 года на всех четырёх кораблях заменили расстрелянные стволы орудий ГК.
Проведение аналогичных «Атаго» и «Такао» работ на крейсерах «Тёкай» и «Мая» планировалось начать в январе 1941 года, однако 15 ноября 1940 года вышло постановление о первой фазе военных приготовлений, по которой флот должен был быть полностью готов к июню 1941. Выполнение же модернизации в планируемом объёме за шесть месяцев посчитали нереальным, и весной 1941 года на верфи в Йокосуке они получили следующие изменения:
- Торпедные аппараты тип 89 дорабатывались для использования кислородных торпед тип 93 (боекомплект-16 единиц)[81];
- Катапульты тип № 2 модель 3 заменялись на тип № 2 модель 5, авиагруппы — такие же, как и на «Атаго» и «Такао» в то время[81].

Осенью 1941 года на «Такао» и «Атаго» два спаренных 13,2-мм пулемёта были заменены на два спаренных 25-мм автомата. Весной 1942 на «Тёкае» и «Мае» на них же заменили счетверённые пулемёты, в дополнение к четырём установленным у первой дымовой трубы.
В марте («Такао») и апреле («Атаго») 1942 года 120-мм зенитные орудия заменили на четыре спаренные установки 127-мм орудий тип 89, которые планировалось поставить ещё в ходе модернизации в 1938—1939 годах.
Летом 1943 года при прохождении первой военной модернизации все четыре корабля получили радиолокатор обнаружения воздушных целей № 21, способный засечь одиночный самолёт с дальности в 70 км, а их группу — со 100 км. На «Атаго» и «Такао» при этом добавили два строенных 25-мм автомата (общее число стволов—18), на «Тёкай» и «Маю»—два спаренных (общее число стволов—16).
При второй военной модернизации на «Атаго» и «Такао» в конце 1943 года установили ещё восемь одиночных 25-мм автоматов (общее число стволов—26) и радиолокатор обнаружения надводных целей № 22 4-й модификации. Тот согласно заявленным характеристикам мог засечь эсминец с 17 км, крейсер — с 20 км, линкор — с 35 км. «Тёкай» в январе 1944 года получил на Труке десять одиночных 25-мм автоматов (общее число стволов — 26). Также для улучшения герметичности корпуса все иллюминаторы на нижней палубе и часть на средней заделывались путём приваривания на их место круглых стальных заглушек.
«Мая» в период с 5 декабря 1943 по 9 апреля 1944 года в Йокосуке был перестроен в крейсер ПВО, со следующими изменениями:
- Демонтированы третья башня ГК, все 120-мм орудия, спаренные 25-мм автоматы, спаренные торпедные аппараты, 3,5-метровые дальномеры, ангар гидросамолётов[86];
- Размещены шесть спаренных установок орудий тип 89 (первые две — по бокам от бывшей третьей башни)[86];
- Установлены тринадцать строенных и девять одиночных 25-мм автоматов (общее число стволов — 48), а также 36 одиночных 13,2-мм пулемётов и два 7,7-мм[87];
- Две СУАЗО тип 91 заменялись двумя новыми тип 94, к двум визирным колонкам тип 95 добавлялась ещё одна — на мостик[88]. В дополнение к РЛС № 21 была установлена станция обнаружения надводных целей № 22[89];
- Удалённые торпедные аппараты заменены четырьмя счетверёнными тип 92, но без запасных торпед или системы быстрой перезарядки[86];
- Зенитная палуба удлинялась до четвёртой башни ГК, на ней устанавливалась система рельсов, как на «Такао» и «Атаго». Авиагруппа сокращалась с трёх до двух машин, планировалось использовать новые гидросамолёты «Дзуйун», но в апреле 1944 крейсер получил только два трёхместных тип 0[88];
- Були доводились до того же уровня, как на «Такао» и «Атаго»[89];
- Заделывались все иллюминаторы на нижней палубе и часть — на средней[89];
- Стандартное водоизмещение достигло 13 350 тонн, с 2/3 запасов — 15 159 тонн. Максимальная скорость уменьшилась до 34,25 узлов[3];
- Штатный экипаж составил 996 человек (55 офицеров и 941 матрос), после усиления зенитного вооружения летом 1944 года он вырос до 1105[3].

Аналогичные работы на верфи в Курэ в те же сроки планировалось провести и на крейсере «Тёкай». Однако до июня 1944 года он не заходил в Японию, что не позволило реализовать эти планы.
В первой половине 1944 года на корабли начали устанавливать приёмники радарного излучения и приборы инфракрасной связи тип 2.
При третьей военной модернизации летом 1944 года «Атаго» и «Такао» получили дополнительно четыре строенных и двадцать два одиночных 25-мм автоматов (общее число стволов — 60). На «Тёкай» установили двенадцать одиночных 25-мм автоматов (общее число стволов—38), а на «Маю» — восемнадцать (общее число стволов — 66). Все корабли получили дополнительный радар обнаружения воздушных целей № 13, «Тёкай» — отсутствовавшую на нём станцию № 22. РЛС № 22 4-й модификации модернизировалась с установкой супергетеродинного приёмника и могла использоваться в системе управления огнём. Ставшие ненужными из-за этого вычислители курса и скорости цели тип 92 сняли.
| Сводная таблица ТТХ устанавливавшихся на крейсера орудий | Сводная таблица ТТХ устанавливавшихся на крейсера орудий | Сводная таблица ТТХ устанавливавшихся на крейсера орудий | Сводная таблица ТТХ устанавливавшихся на крейсера орудий | Сводная таблица ТТХ устанавливавшихся на крейсера орудий | Сводная таблица ТТХ устанавливавшихся на крейсера орудий |
| Орудие                                                   | 20-см/50 типа 3-го года № 2                              | 12-см/45 тип 10                                          | 12,7-см/40 тип 89                                        | 40-мм/39 типа «Би»                                       | 25-мм тип 96                                             |
| -------------------------------------------------------- | -------------------------------------------------------- | -------------------------------------------------------- | -------------------------------------------------------- | -------------------------------------------------------- | -------------------------------------------------------- |
| Год принятия на вооружение                               | 1931                                                     | 1926                                                     | 1932                                                     | 1925                                                     | 1936                                                     |
| Калибр, мм                                               | 203,2                                                    | 120                                                      | 127                                                      | 40                                                       | 25                                                       |
| Длина ствола, калибров                                   | 50                                                       | 45                                                       | 40                                                       | 39                                                       | 60                                                       |
| Масса орудия с затвором, кг                              | 19 000                                                   | 2980                                                     | 3060                                                     | 341                                                      | 115                                                      |
| Скорострельность, в/мин                                  | 2-4                                                      | до 11                                                    | до 14                                                    | до 100                                                   | до 260                                                   |
| Установка                                                | Типа E(Типа E1)                                          | Типа B2                                                  | Типа A1                                                  | —                                                        | —                                                        |
| Углы склонения                                           | −5°/+75°(+55°)                                           | −10°/+75°                                                | −8°/+90°                                                 | −5°/+85°                                                 | −10°/+85°                                                |
| Тип заряжания                                            | Картузное                                                | Унитарное                                                | Унитарное                                                | Унитарное                                                | Унитарное                                                |
| Типы снарядов                                            | Бронебойный, фугасный, осветительный, практический       | Фугасный, осветительный, ныряющий                        | Фугасный, осветительный, ныряющий                        | Фугасный, полубронебойный                                | Фугасный, зажигательный, трассирующий, бронебойный       |
| Вес снаряда, кг                                          | 125,85                                                   | 20,45                                                    | 23,0                                                     | 0,907                                                    | 0,25                                                     |
| Вес метательного заряда, кг                              | 33,80                                                    | 5,5                                                      | 3,98                                                     | 0,096                                                    | —                                                        |
| Начальная скорость, м/с                                  | 835                                                      | 825                                                      | 720                                                      | 600                                                      | 900                                                      |
| Максимальная дальность, м                                | 29 400                                                   | 15 600                                                   | 13 200                                                   | 13 000                                                   | 7500                                                     |
| Досягаемость по высоте максимальная, м                   | 10 000 (—)                                               | 10 065                                                   | 8100                                                     | 7000                                                     | 5250                                                     |
| Эффективная, м                                           | —                                                        | 8450                                                     | 7400                                                     | 2000                                                     | 1500                                                     |

## Оценка проекта

### Сравнение с типом «Мёко»
Крейсера типа «Такао» являлись развитием типа «Мёко», по которому было построено 4 единицы в 1924—1929 годах. Изменения относительно них были как положительными, так и отрицательными.
К первым можно отнести:
- Броневой пояс значительно большей площади, обеспечивающий защиту от ныряющих снарядов[19];
- Гораздо лучшую защиту погребов, как вертикальную, так горизонтальную[96];
- Новые поворотные торпедные аппараты с более быстроходными торпедами[97];
- Присутствовавшие по проекту две катапульты для запуска гидросамолётов[33];
- Существенно лучшие условия обитаемости экипажа, как за счёт большей площади жилых помещений, так и за счёт более развитой системы вентиляции[28];.

Ко вторым:
- Ещё бо́льшую в абсолютных цифрах строительную перегрузку: полное водоизмещение превысило 15 000 тонн. В результате остойчивость достигла опасно низкого уровня[18], а контрактную скорость на испытаниях развил только один из четырёх кораблей[28];
- Огромную надстройку, увеличивавшую верхний вес, парусность и силуэт корабля. Хотя в военное время плюсы размещения всех постов управления в ней всё же перевешивали минусы[10];
- Неудачные установки главного калибра (на первых трёх кораблях), отличавшиеся худшим рассеянием относительно более ранних типа D с «Мёко». Кроме того, из-за неоправданного ожидания, что они будут способны вести эффективный зенитный огонь, крейсера получили меньшее число 120-мм орудий — 4 против 6[32];
- Индукционные турбины, которые должны были обеспечивать более быстрый переход от крейсерского хода к полному по сравнению с электродвигателями. Однако из-за частых ошибок при переподсоединении валов и последующих аварий они были сняты в ходе ремонтов в 1938—1939 годах[25].
- Имел меньшую чем «Мёко» эффективную высоту надводного борта (нос/мидель/корма): 7,65/4,41/3,53 м[1].

### Сравнение с иностранными аналогами
Крейсера типа «Такао» были вершиной развития японских тяжёлых крейсеров и стали самыми крупными кораблями этого класса в японском флоте. Как и тип «Мёко», крейсера типа «Такао» предназначались в первую очередь для борьбы с «вашингтонскими крейсерами» других стран. Благодаря высокой скорости, сильному вооружению и солидному бронированию они превосходили всех своих «одноклассников» из других стран. Преимущество над своими основными соперниками — американскими тяжёлыми крейсерами — они сохраняли вплоть до ввода в строй крейсеров типа «Балтимор». Ценой за это стало превышение лимитов вашингтонского соглашения — вместо 9850 длинных тонн стандартного водоизмещения по проекту, оно по факту превысило 11 400 длинных тонн.
Эта перегрузка привела к снижению метацентрической высоты и снижению остойчивости. Повышение осадки привело также к тому, что больша́я часть броневого пояса скрывалась под водой, снижая защищенность крейсеров. Для исправления этих недостатков пришлось во время модернизаций увеличивать бортовые були, что дополнительно увеличило возможности противоторпедной защиты крейсеров.
При сравнении с американскими, британскими, французскими и итальянскими тяжёлыми крейсерами, заложенными в то же время, что и «Такао», видно что:
- японские корабли имели 10 орудий главного калибра против 9 на американских крейсерах и 8 на остальных;
- универсальная артиллерия была аналогична таковой на американских и британских крейсерах и уступала обладавшей меньшими калибрами, но более многочисленной на французских и итальянских;
- по авиационному вооружению «Такао» был сравним с «Нортхэмптоном» и «Фошем», также имевшим две катапульты (но с авиагруппой до 4 самолётов), и превосходил остальных;
- торпедное вооружение превосходило таковое на аналогах;
- по броневой защите «Такао» уступал тяжелобронированным итальянским крейсерам типа «Зара», но превосходил по ней остальных;
- по максимальной скорости он превосходил всех, с преимуществом до 3 узлов;
- по дальности плавания «Такао» превосходил французские и итальянские крейсера, но уступал американским и британским.

Благодаря прекрасным характеристикам, хорошей выучке экипажей и использованию фактора внезапности (особенно в ночное время) японские крейсера на первом этапе войны добились ряда громких побед над британскими, голландскими и американскими крейсерами. Но к середине войны японский флот потерял тактическое преимущество и японские крейсера под атаками авиации и подводных лодок перестала спасать даже высокая защищенность. Противоторпедная защита японских крейсеров была рассчитана на противостояние попаданию торпеды с боевой частью в 200 кг TNT. Во второй половине войны американская авиационная торпеда имела боевую часть в 275 кг Торпекса (тротиловый эквивалент 412 кг), а торпеда для подводных лодок — 292 кг торпекса (эквивалент 437 кг TNT). Очевидно, что защита японских крейсеров была уже неадекватна новым торпедам.
По сравнению с американскими крейсерами отличительной чертой японских крейсеров было мощное торпедное вооружение. В начале войны это обстоятельство вместе с рядом других факторов помогало японским крейсерам добиваться решительных результатов в боях с крейсерами противника. Но к концу войны наличие большого количества взрывоопасных торпед на борту отрицательно сказалось на их боевой устойчивости. Потеря трех крейсеров («Микума», «Фурутака» и «Судзуя») напрямую связывается с детонацией торпед на борту. Ещё два крейсера — «Аоба» и «Могами» — получили тяжёлые повреждения таким же способом.
| Характеристики орудий главного калибра тяжёлых крейсеров | Характеристики орудий главного калибра тяжёлых крейсеров | Характеристики орудий главного калибра тяжёлых крейсеров | Характеристики орудий главного калибра тяжёлых крейсеров | Характеристики орудий главного калибра тяжёлых крейсеров | Характеристики орудий главного калибра тяжёлых крейсеров | Характеристики орудий главного калибра тяжёлых крейсеров |
| -------------------------------------------------------- | -------------------------------------------------------- | -------------------------------------------------------- | -------------------------------------------------------- | -------------------------------------------------------- | -------------------------------------------------------- | -------------------------------------------------------- |
| Орудие, мм/клб                                           | 203/50                                                   | 203/53                                                   | 203/50                                                   | 203/60                                                   | 203/55                                                   | 203/50                                                   |
| Страна                                                   | Франция                                                  | Италия                                                   | Япония                                                   | Германия                                                 | США                                                      | Англия                                                   |
| Вес снаряда, кг                                          | 123,1(134)                                               | 125,3                                                    | 125,85                                                   | 122                                                      | 118(152)                                                 | 116,1                                                    |
| Нач. скорость, м/с                                       | 850 (820)                                                | 900                                                      | 840                                                      | 925                                                      | 853 (762)                                                | 855                                                      |
| Энергия, млн. Дж                                         | 90,1                                                     | 101,5                                                    | 88,8                                                     | 104,4                                                    | 85,8                                                     | 84,9                                                     |
| Живучесть ствола, выстрелов                              | 600                                                      | 200                                                      | 400                                                      | 600                                                      | 600                                                      | 550                                                      |
| Макс.дальность, км                                       | 31,4 (30)                                                | 31,3                                                     | 29,4                                                     | 33,54                                                    | 29,13 (27,4)                                             | 29,4                                                     |

Ориентируясь на конструкцию британского «Кента», японцы разработали 203-мм установки с возможностью ведения зенитной стрельбы. Но по факту они не оправдали возлагавшихся на них надежд и эффективность зенитного огня была очень низкой. А платой за этот просчет стало увеличение рассеивания снарядов в залпе и снижение количества 120-мм зениток с 6 до 4 по сравнению с типом «Мёко». Это обстоятельство отрицательно сказалось на возможностях ПВО крейсеров. Установка в ходе войны многочисленной малокалиберной зенитной артиллерии существенно положение не исправила, и японские крейсера были уязвимы для авиационных атак.
| Сравнительные ТТХ крейсеров типа «Такао» и их современников | Сравнительные ТТХ крейсеров типа «Такао» и их современников | Сравнительные ТТХ крейсеров типа «Такао» и их современников | Сравнительные ТТХ крейсеров типа «Такао» и их современников | Сравнительные ТТХ крейсеров типа «Такао» и их современников | Сравнительные ТТХ крейсеров типа «Такао» и их современников       |
|                                                             | «Такао»                                                     | «Норфолк»                                                   | «Нортхэмптон»                                               | «Фош»                                                       | «Зара»                                                            |
| ----------------------------------------------------------- | ----------------------------------------------------------- | ----------------------------------------------------------- | ----------------------------------------------------------- | ----------------------------------------------------------- | ----------------------------------------------------------------- |
| Годы закладки/вступления в строй                            | 1927/1932                                                   | 1927/1930                                                   | 1928/1930                                                   | 1928/1931                                                   | 1929/1931                                                         |
| Водоизмещение, стандартное/полное, т                        | 11 350/15 186                                               | 10 135/13 640                                               | 9297/11 789                                                 | 10 000/13 644                                               | 11 680/14 300                                                     |
| Энергетическая установка, л. с.                             | 130 000                                                     | 80 000                                                      | 107 000                                                     | 90 000                                                      | 95 000                                                            |
| Максимальная скорость, узлов                                | 35,5                                                        | 32,3                                                        | 32,5                                                        | 32                                                          | 32                                                                |
| Дальность плавания, миль на скорости, узлов                 | 7000 (14)                                                   | 12 500 (12)                                                 | 10 000 (15)                                                 | 5300 (15)                                                   | 5300 (16)                                                         |
| Артиллерия главного калибра                                 | 5×2 — 203-мм/50 типа 3-го года № 2                          | 4×2 — 203-мм/50 Mk VIII                                     | 3×3 — 203-мм/55 Mk 9                                        | 4×2 — 203-мм/50 Mle 24                                      | 4×2 — 203-мм/53 Mod. 29                                           |
| Универсальная артиллерия                                    | 4×1 — 120-мм/45 тип 10                                      | 4×1 — 102-мм/45 Mk V                                        | 4×1 — 127-мм/25                                             | 8×1 — 90-мм/50 Mle 29                                       | 8×2 — 100-мм/47 Mod. 28                                           |
| Торпедное вооружение                                        | 4×2 — 610-мм ТА                                             | 2×4 — 533-мм ТА                                             | 2×3 — 533-мм ТА                                             | 2×3 — 550-мм ТА                                             | —                                                                 |
| Авиагруппа                                                  | 2 катапульты, 3 гидросамолёта                               | 1 гидросамолёт                                              | 2 катапульты, до 4 гидросамолётов                           | 2 катапульты, 2-4 гидросамолёта                             | 1 катапульта, 2 гидросамолёта                                     |
| Бронирование, мм                                            | Борт — 102, палуба — 32-47, башни — 25, ПТП — 58            | Борт — 25, палуба — 25, башни — 25                          | Борт — 76-89, палуба — 25-51, башни — 63                    | Борт — 54, палуба — 18, башни — 30, рубка — 30              | Борт — 100—150, палубы — 20 + 70, башни — 120—150, рубка — 70-150 |
| Экипаж                                                      | 727                                                         | 710                                                         | 627                                                         | 605                                                         | 841                                                               |